# Sinochlora
Sinochlora is een geslacht van rechtvleugeligen uit de familie sabelsprinkhanen (Tettigoniidae). De wetenschappelijke naam van dit geslacht is voor het eerst geldig gepubliceerd in 1945 door Tinkham.

## Soorten
Het geslacht Sinochlora omvat de volgende soorten:
- Sinochlora aequalis Liu & Kang, 2007
- Sinochlora apicalis Wang, Lu & Shi, 2012
- Sinochlora cucullata Wang, Lu & Shi, 2012
- Sinochlora hainanensis Tinkham, 1945
- Sinochlora longifissa Matsumura & Shiraki, 1908
- Sinochlora longipenis Wang, Lu & Shi, 2012
- Sinochlora mesominora Liu & Kang, 2007
- Sinochlora nonspinosa Liu & Kang, 2007
- Sinochlora retrolateralis Liu & Kang, 2007
- Sinochlora semicircula Liu, 2011
- Sinochlora sinensis Tinkham, 1945
- Sinochlora stylosa Shi & Chang, 2004
- Sinochlora szechwanensis Tinkham, 1945
- Sinochlora tibetensis Liu & Kang, 2007
- Sinochlora trapezialis Liu & Kang, 2007
- Sinochlora trispinosa Shi & Chang, 2004
- Sinochlora voluptaria Carl, 1914